# Ángel Guillermo Hoyos Bubbico
No confundir con su padre, Ángel Guillermo Hoyos.
Ángel Guillermo Hoyos Bubbico (Córdoba, 20 de diciembre de 1983) es un futbolista argentino. Juega de mediocampista ofensivo y su actual equipo es Libertador FC de la Segunda División de Venezuela.

## Trayectoria

### Barcelona "B"
En Barcelona B, compartió camerino con Lionel Messi.

### Atromitos
Para el 2007 estuvo a punto de fichar por el Atlas de México, con el que incluso hizo la pretemporada, pero algunas diferencias no permitieron cerrar el pase. Por ello, tuvo que hacer las maletas nuevamente para Europa, más precisamente en Grecia, donde el Atromitos lo esperaba. Aquí fue presentado con el número 20 ya que el número 10 era del peruano Roberto Merino con quien se encontraría luego en Unión Comercio.

### Unión Comercio
En el 2011 llega al Unión Comercio para poblar el mediocampo junto a Horacio Calcaterra y Roberto Merino. Ese año jugó 18 partidos y anotó 3 goles logrando la clasificación a la Copa Sudamericana 2012 siendo una de las figuras del equipo quien era dirigido por Julio César Uribe.

### José Gálvez
Luego de una buena temporada con Unión Comercio llega al José Gálvez donde se vuelve una de las principales piezas del mediocampo. Jugó 23 partidos y anotó 2 goles.

## Clubes
| Club                 | País           | Año             |
| -------------------- | -------------- | --------------- |
| Celta de Vigo "B"    | España         | 2002 - 2003     |
| Barcelona "B"        | España         | 2004 - 2005     |
| Palamós              | España         | 2005 - 2007     |
| Atromitos            | Grecia         | 2007 - 2009     |
| Panserraikos         | Grecia         | 2009 - 2010     |
| Unión Comercio       | Perú           | 2011            |
| José Gálvez          | Perú           | 2012 - 2013     |
| Carabobo Fútbol Club | Venezuela      | 2013            |
| Panargeiakos         | Grecia         | 2014            |
| Talleres             | Argentina      | 2014            |
| Jacksonville Armada  | Estados Unidos | 2015            |
| Aragua FC            | Venezuela      | 2016 - 2017     |
| Libertador FC        | Venezuela      | 2018 - Presente |

## Palmarés

### Campeonatos nacionales
| Título          | Club        | País | Año  |
| --------------- | ----------- | ---- | ---- |
| Copa Federación | José Gálvez | Perú | 2012 |